# Сумароково (Ступинский район)
Сумароково — деревня в Ступинском районе Московской области в составе Семёновского сельского поселения (до 2006 года входила в Семёновский сельский округ). На 2015 год Сумароково, фактически, дачный посёлок: при 6 жителях в деревне 5 улиц, переулок, проезд и 2 садовых товариществ.

## Население
| 2002 | 2006 | 2010 |
| ---- | ---- | ---- |
| 7    | ↗10  | ↘7   |

Сумароково расположено на северо-западе района, недалеко от границы с городским округом Домодедово, на безымянном ручье, притоке речки Самородинка (левый приток реки Лопасня), высота центра деревни над уровнем моря — 173 м. Ближайшие населённые пункты: прилегающее на западе Чирково и Гридюкино — примерно в 0,7 км на юг.